# 相鉄トム600形貨車
トム600形（とむ600がた）は、かつて相模鉄道に在籍していた無蓋貨車。

## 概要
15トン積みアオリ戸式で、1928年（昭和3年）にトフ400形とともに服部製作所で20両が製造された。
一部の車両は保線用として暫く残存していたが、2002年（平成14年）に全車が廃車された。